# Лазар Попянчев
Лазар Антонов Попянчев (изписване до 1945 година: Лазаръ Антонов попъ Янчевъ) е български революционер, деец на Вътрешната македоно-одринска революционна организация.

## Биография
Попянчев е роден в 1874 година в костурското село Смърдеш, тогава в Османската империя, днес Кристалопиги, Гърция. Влиза във ВМОРО. Влиза в смърдешкия революционен комитет, укрива оръжието и знамето на четата на Васил Чекаларов. Става десетник в четата на Чекаларов и през май 1903 година взима участие в сражението при Локвата и Виняри. През Илинденско-Преображенското въстание през лятото взима участие в нападението на Билища и Капещица, в сражението при Апоскеп, също така и в планините Тиза, Корабел и Калето. Ранен, Попянчев е заловен и осъден на 1 година строг тъмничен затвор, която излежава в Костур. При потушаването на въстанието къщата му е ограбена и изгорена. След освобождението си се връща в изгорялото Смърдеш, оттам заминава за Свободна България и оттам за Америка. Връща се в Смърдеш, след като селото попада в Гърция. Арестуван е от властите в Билища, затворен и мъчен няколко години - бит с мокри въжета и пробождан с пирони. Умира няколко години след освобождението си.
На 22 април 1943 година вдовицата му Софка Попянчева, на 66 години, родом от Смърдеш и жителка на Варна, подава молба за българска народна пенсия. Свидетели на фактите в молбата са членовете на варненското дружество „Илинден“ Кръстю Христов Караискаков, Ставро Пинзов и Наум Кръстев. В молбата си Попянчева пише, че съпругът ѝ умира със завет „Борете се за българщината“. Молбата е одобрена и пенсията е отпусната от Министерския съвет на Царство България.